# آخرین نامه (فیلم)
آخرین نامه (به هندی: Aakhri Khat) فیلمی محصول سال ۱۹۶۶ و به کارگردانی چتان آناند است. در این فیلم بازیگرانی همچون راجش خانا، ایندرانی موکرجی، نانا پالشیکار ایفای نقش کرده‌اند.